# Ben Cruachan
Ben Cruachan (gael. Cruachan, wym. [ˈkʰɾuəxan]; 1126 m n.p.m.) – szczyt w Grupie Cruachan, w Grampianach Zachodnich. Leży w Szkocji, w regionie Argyll and Bute.
Jest to najwyższy szczyt Grupy Cruachan, zbudowany głównie z granitu. Wznosi się ponad północnym krańcem jeziora Loch Awe, a w kierunku północno-zachodnim stoki jego masywu opadają już ku zatoce Loch Etive. W jednym z kotłów polodowcowych na jego południowych zboczach zbudowano zaporę Cruachan, dzięki której powstało sztuczne jezioro Cruachan. Jest ono wykorzystywane jako górny zbiornik szczytowo-pompowej elektrowni Cruachan o mocy 400 MW, której hala turbin i generatorów umieszczona jest w podziemnej hali w głębi góry.